# Робско въстание
Робско въстание е въоръжено въстание на роби.
Робски въстания има почти във всяко общество с робство и са почти винаги кърваво потушавани.
Известни в историята робски въстания са например:
- въстанията на илотите срещу Спарта,
- въстанието на Спартак в Римската империя,
- въстанието на Зандж в Ирак през 9 век,
- робското въстание през 1791 г. на Хаити на Франсоа Доминик Тусен Лувертюр и
- въстанието на Джон Браун в САЩ.